# Xi Aihua
Xi Aihua (xinès: 奚爱华)  (Shouguang, 27 de gener de 1982) és una remadora xinesa, ja retirada, que va competir durant les dècades del 2000 i 2010.
El 2008 va prendre part en els Jocs Olímpics d'Estiu de Pequín, on va guanyar la medalla d'or en la prova del quàdruple scull del programa de rem. Va formar equip amb Tang Bin, Jin Ziwei i Zhang Yangyang.
En el seu palmarès també destaca una medalla de bronze al Campionat del món de rem de 2007.